# リチャード・サンダース・ロジャーズ

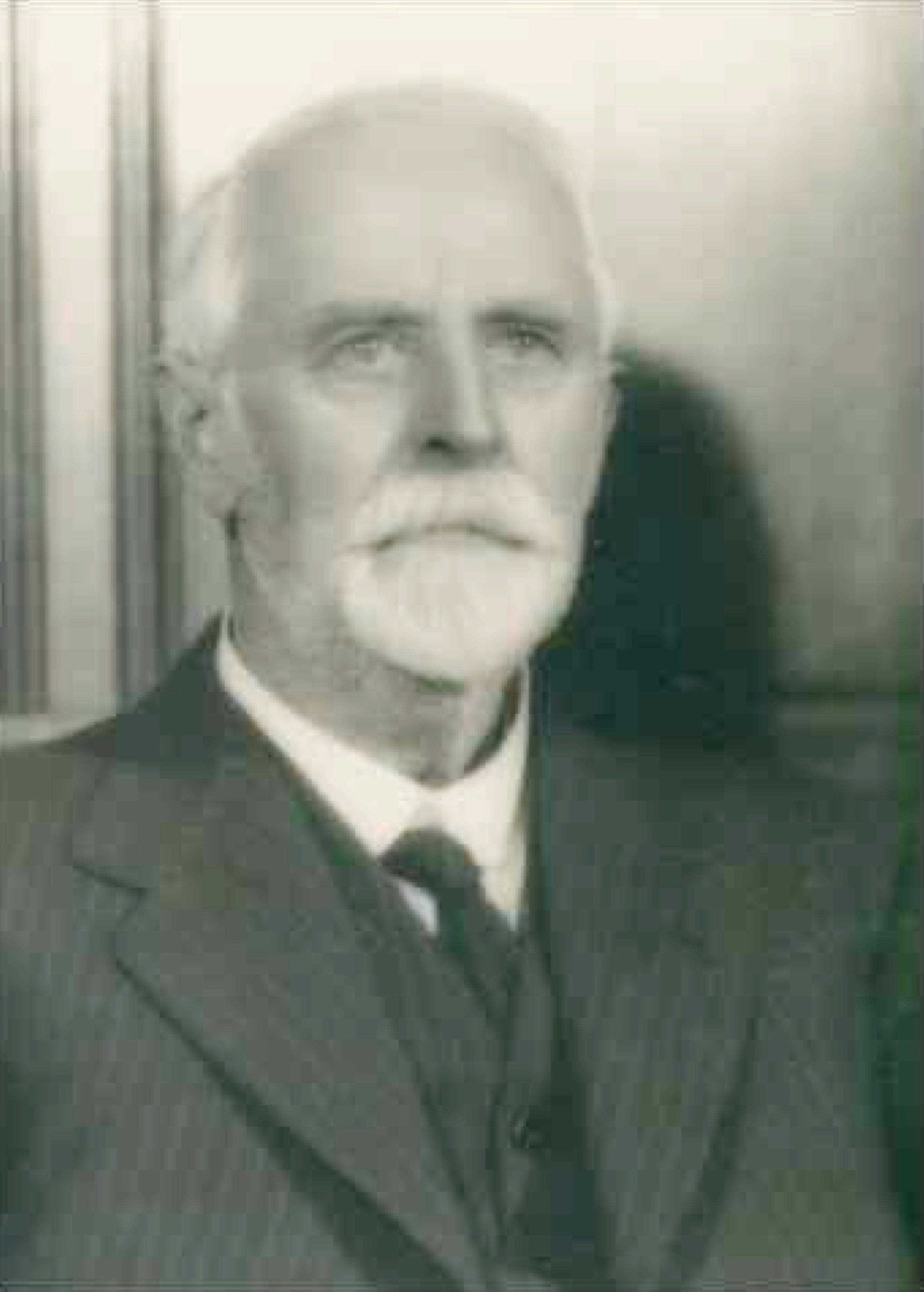
リチャード・サンダース・ロジャーズ

リチャード・サンダース・ロジャーズ（Richard Sanders Rogers、1861年12月2日 - 1942年3月28日）は、オーストラリアの医師、ランの研究家である。ランの研究家としては80種のオーストラリアのラン、3種のニュージーランドのラン、30種のニューギニアのランを記載し、3つの新しい属をたてた。

## 略歴
アデレードに生まれた。1881年にアデレード大学を卒業し、プリンス・アルフレッド・カレッジで教えた後、奨学金を得て、エディンバラ大学に留学し、医学を学び修士号を得た。開業医として働き、1897年から王立アデレード病院の顧問医師を務め、第一次世界大戦中はアデレードの軍の病院で軍医将校として働いた。南オーストラリアの医療委員会のメンバーなどの公職も務め、アデレード大学で法医学の講義を行うなど、地域の医療技術の向上に寄与した。
余暇に、ランの研究を行い、独学で植物学を学び、オーストラリアのランに関して、国際的な権威となった。1906年から1932年の間に25編の論文を発表した。5200種以上の種を収集し、私設の栽培園を作り、イギリス、オランダ、アメリカの研究者と交流した。30年間にわたってアデレードに住む植物画家のローザ・ファイヴアシュ（Rosa Fiveash）が図を描くことで、ロジャースに協力した。1905年に南オーストラリア王立協会の会員に選ばれ、1914年には副会長、1920年には会長を務めた。1924年にはリンネ協会の会員にも選ばれた 。ロジャースと交流したラン研究家には、 オーストラリアの聖職者、ハーマン・ルプ（Herman Rupp）やウィリアム・ニコルス（William Henry Nicholls）、ドイツの植物学者ルドルフ・シュレクターらがいる。
ランの種、Pterostylis rogersii E.Colemanと Prasophyllum rogersii Ruppに献名されている。